# Otto Hitzfeld
Otto Hitzfeld, nemški general, * 7. maj 1898, † 6. december 1990.